# Batiscafo Trieste

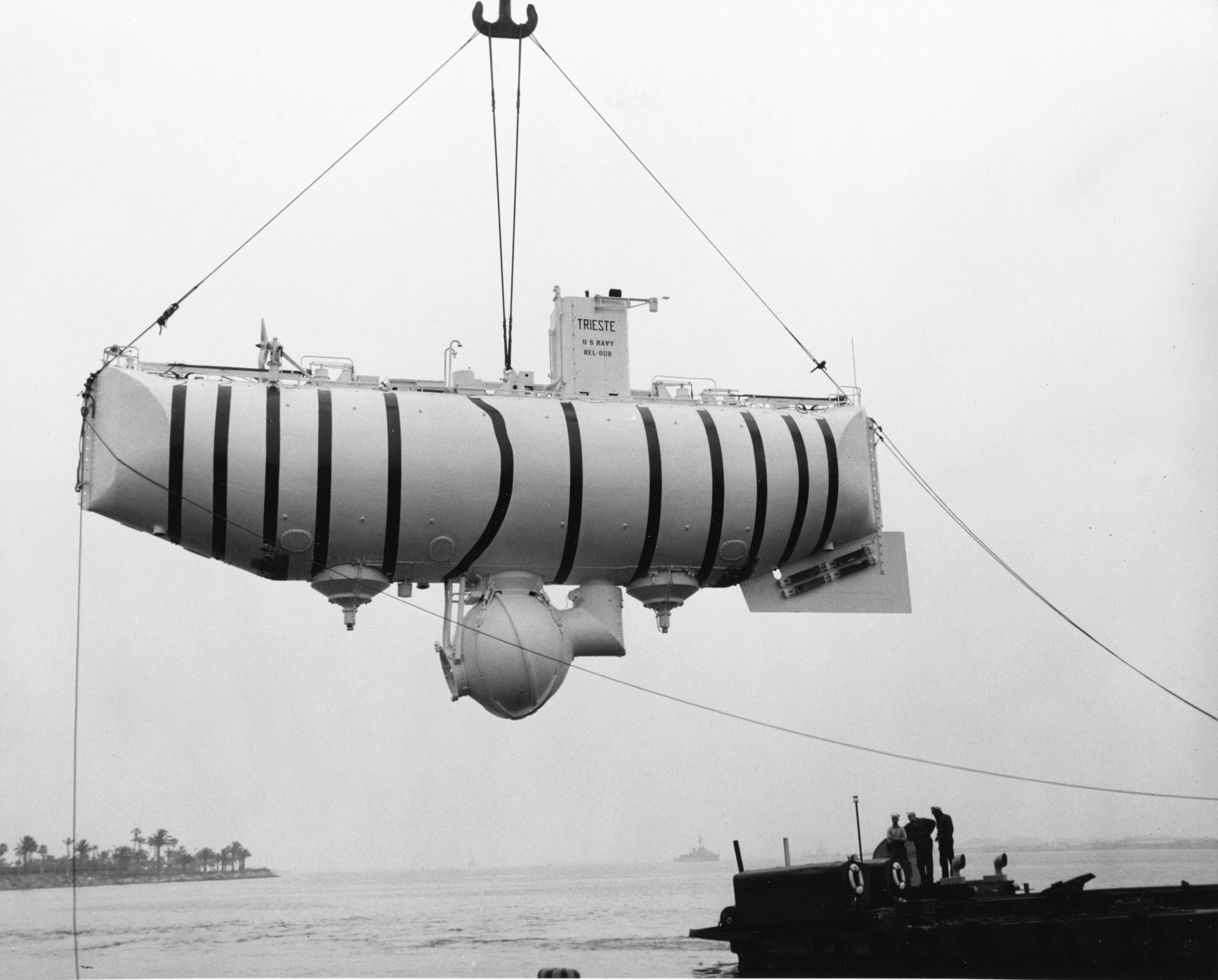
o batiscafo Trieste

Trieste foi um batiscafo de investigação oceanográfica de desenho suíço com uma tripulação de dois ocupantes. 

## História
Em 23 de Janeiro de 1960 o Trieste desceu na Fossa das Marianas, na costa da Filipinas, no local chamado Challenger Deep, a 10 911 metros de profundidade. Nesta ocasião, eram seus tripulantes o engenheiro e oceanógrafo suíço, Jacques Piccard, e o Tenente da Marinha norte-americana, Don Walsh.
A Challenger Deep, fica a cerca de 360 quilômetros ao sul das Ilhas Guam, no Oceano Pacífico.
Em 1958, foi comprado pela marinha dos Estados Unidos da América, por 250 000 dólares norte-americanos e transportado para San Diego, Califórnia.
Em outubro de 1959, Na época do Projeto Nekton, Trieste tinha mais de 15 m (50 pés) de comprimento. A maior parte disso era uma série de flutuadores cheios com 85 000 litros (22 000 galões americanos) de gasolina e tanques de lastro de água foram incluídos em cada extremidade da embarcação, bem como lastro de ferro liberável em dois funis cônicos ao longo do fundo, dianteiro, e à ré da esfera da tripulação. A tripulação ocupou a esfera de pressão de 2,16 m (7,09 pés), presa à parte inferior da boia e acessada do convés da embarcação por um eixo vertical que penetrava na boia e continuava até a escotilha da esfera.
Em 23 de janeiro de 1960, alcançou o recorde de profundidade de 35 800 pés, 10 911 metros, no Challenger Deep, o mergulho mais profundo em qualquer dos oceanos do mundo. 
Em abril de 1963, foi transportado para o Atlântico, mais precisamente a New London, Connecticut, para procurar o então perdido submarino USS Thresher (SSN-593), o qual o encontrou em agosto de 1963 fora de New London a 1 400 braçadas abaixo da superfície.
O Trieste foi retirado de serviço logo após a realização dessa missão, sendo reformado, e alguns de seus componentes foram utilizados no recém-construído Trieste II. Ele está agora em exposição permanente no Museu da Marinha, no Washington Navy Yard, Washington, D.C.

## Projeto e construção
Trieste consistia em uma câmara de flutuação cheia de gasolina (gasolina) para flutuabilidade, com uma esfera de pressão separada para conter a tripulação. Esta configuração (apelidada de "batiscafo" pelos Piccards) permitia um mergulho livre, em vez dos designs anteriores de batisfera em que uma esfera era baixada à profundidade e elevada novamente à superfície por um cabo preso a um navio.
Trieste foi projetada pelo cientista suíço Auguste Piccard e originalmente construída na Itália. Sua esfera de pressão, composta por duas seções, foi construída pela Acciaierie Terni. A parte superior foi fabricada pela empresa Cantieri Riuniti dell'Adriatico, no Território Livre de Trieste (na fronteira entre a Itália e a Iugoslávia, hoje na Itália); daí o nome escolhido para o batiscafo. A instalação da esfera de pressão foi feita no Cantiere navale di Castellammare di Stabia, perto de Nápoles.
O projeto foi baseado em experiências anteriores com o batiscafo FNRS-2, também projetado por Piccard. Foi construído na Bélgica e operado pela Marinha Francesa, permanecendo em operação no Mediterrâneo.
|  |  |  |